# Gndevaz
Gndevaz (in armeno Գնդեվազ?) è un comune di 1 008 abitanti (2001) della Provincia di Vayots Dzor in Armenia.